# Eisschnelllauf-Mehrkampfeuropameisterschaft 1990
Die 87. Eisschnelllauf-Mehrkampfeuropameisterschaft (15. der Frauen) wurde vom 19. bis 21. Januar 1990 im Thialf im niederländischen Heerenveen ausgetragen. Es war die erste Europameisterschaft, bei der die Männer- und Frauenwettbewerbe zusammen ausgetragen wurden.

## Teilnehmende Nationen
Es nahmen insgesamt 59 Sportler aus 13 Nationen am Mehrkampf teil. Letztmals war eine DDR-Mannschaft mit der Titelverteidigerin Gunda Kleemann bei den Frauen am Start.
| Teilnehmende Nationen                               | Teilnehmende Nationen         | Teilnehmende Nationen                    | Teilnehmende Nationen | Teilnehmende Nationen |
| --------------------------------------------------- | ----------------------------- | ---------------------------------------- | --------------------- | --------------------- |
| Österreich Tschechoslowakei Finnland BR Deutschland | DDR Italien Niederlande Polen | Schweden Jugoslawien Schweiz Sowjetunion | Norwegen              |                       |

## Wettbewerb

### Frauen

#### Endstand Kleiner Vierkampf
- Zeigt die ersten zwölf Finalteilnehmerinnen der Mehrkampf-EM über 5000 Meter.

Souverän gewann Titelverteidigerin Gunda Kleemann ihren zweiten Europameistertitel. Sie gewann dabei alle vier Einzelstrecken. Das herausragende Abschneiden der DDR-Starterinnen rundeten Jacqueline Börner und Heike Schalling mit dem Silber- und Bronzerang ab. Die nach drei Disziplinen noch auf Platz zwei liegende Constanze Moser wurde im letzten Rennen disqualifiziert und verlor somit ihre sichere Medaille.
| Rang | Name                    | 500 Meter  | 3000 Meter   | 1500 Meter   | 5000 Meter   | Gesamt- punkte |
| ---- | ----------------------- | ---------- | ------------ | ------------ | ------------ | -------------- |
| 1    | Gunda Kleemann          | 40,79 (1)  | 4:20,32 (1)  | 2:05,91 (1)  | 7:24,76 (1)  | 170,622        |
| 2    | Jacqueline Börner       | 41,48(5)   | 4:25,68 (5)  | 2:05,95 (3)  | 7:35,90 (3)  | 173,333        |
| 3    | Heike Schalling         | 43,11 (21) | 4:23,96 (4)  | 2:07,53 (4)  | 7:31,53 (2)  | 174,766        |
| 4    | Swetlana Schurowa-Boiko | 43,10 (19) | 4:23,95 (3)  | 2:08,84 (8)  | 7:36,35 (4)  | 175,672        |
| 5    | Herma Emmens-Meijer     | 41,26 (2)  | 4:30,98 (12) | 2:081,59 (7) | 7:44,20 (10) | 175,706        |
| 6    | Irina Abdullina         | 41,52 (6)  | 4:30,56 (9)  | 2:08,98 (10) | 7:45,13 (11) | 176,119        |
| 7    | Ljudmila Prokaschowa    | 41,89 (9)  | 4:30,78 (10) | 2:10,02 (16) | 7:40,69 (8)  | 176,429        |
| 8    | Irina Bogatova          | 41,39 (4)  | 4:32,17 (13) | 2:08,27 (6)  | 7:51,27 (13) | 176,634        |
| 9    | Elena Belci-Dal Farra   | 42,61 (14) | 4:29,69 (8)  | 2:09,14 (11) | 7:40,67 (7)  | 176,671        |
| 10   | Hanneke de Vries        | 43,46 (22) | 4:27,20 (6)  | 2:09,41 (13) | 7:36,66 (5)  | 176,795        |
| 11   | Jasmin Krohn            | 43,07 (18) | 4:32,25 (14) | 2:08,89 (9)  | 7:42,20 (9)  | 177,628        |
| 12   | Emese Nemeth-Hunyady    | 42,08 (11) | 4:30,81 (11) | 2:08,26 (5)  | 7:57,55 (14) | 177,723        |

#### 500 Meter
Über die ungeliebte Sprintdistanz setzte Gunda Kleemann ein erstes Achtungszeichen, indem sie die Strecke mit über vier Zehnteln Vorsprung gewann.
| Platz | Name                 | Land           | Zeit  |  |
| ----- | -------------------- | -------------- | ----- |  |
| 1     | Gunda Kleemann       | DDR            | 40,79 |  |
| 2     | Herma Emmens-Meijer  | Niederlande    | 41,26 |  |
| 3     | Sandra Voetelink     | Niederlande    | 41,36 |  |
| 4     | Irina Bogatova       | Sowjetunion    | 41,39 |  |
| 5     | Jacqueline Börner    | DDR            | 41,48 |  |
| 6     | Irina Abdullina      | Sowjetunion    | 41,52 |  |
| 7     | Constanze Moser      | DDR            | 41,77 |  |
| 8     | Else Ragni Yttredal  | Norwegen       | 41,84 |  |
| 9     | Ljudmila Prokaschowa | Sowjetunion    | 41,89 |  |
| 10    | Emese Hunyady        | Österreich     | 42,08 |  |
|       |                      |                |       |  |
| 15    | Anja Mischke         | BR Deutschland | 42,76 |  |
| 21    | Heike Schalling      | DDR            | 43,11 |  |
| 25    | Petra Becker         | BR Deutschland | 44,26 |  |

#### 3000 Meter
Über die erste Langstrecke zeigte sich erstmals die Dominanz der DDR-Läuferinnen. Lediglich Swetlana Schurowa-Boiko aus der Sowjetunion konnte in die Phalanx einbrechen und belegte den dritten Platz.
| Platz | Name                    | Land           | Zeit    |  |
| ----- | ----------------------- | -------------- | ------- |  |
| 1     | Gunda Kleemann          | DDR            | 4:20,32 |  |
| 2     | Constanze Moser         | DDR            | 4:22,67 |  |
| 3     | Swetlana Schurowa-Boiko | Sowjetunion    | 4:23,95 |  |
| 4     | Heike Schalling         | DDR            | 4:23,96 |  |
| 5     | Jacqueline Börner       | DDR            | 4:25,68 |  |
| 6     | Hanneke de Vries        | Niederlande    | 4:27,20 |  |
| 7     | Petra Becker            | BR Deutschland | 4:29,05 |  |
| 8     | Elena Belci-Dal Farra   | Italien        | 4:29,69 |  |
| 9     | Irina Abdullina         | Sowjetunion    | 4:30,56 |  |
| 10    | Ljudmila Prokaschowa    | Sowjetunion    | 4:30,78 |  |
|       |                         |                |         |  |
| 11    | Emese Hunyady           | Österreich     | 4:30,81 |  |
| 21    | Anja Mischke            | BR Deutschland | 4:36,93 |  |

#### 1500 Meter
Auf der zweiten Kurzstrecke gab es ein Novum: Die im gleichen Lauf startenden Moser und Kleemann kamen zeitgleich bis auf die Hundertstel genau ins Ziel. Nur vier Hundertstel dahinter kam Jacqueline Börner ein. Heike Schalling auf Platz vier sorgte für den Vierfachtriumph der DDR-Läuferinnen auf dieser Strecke.
| Platz | Name                     | Land           | Zeit    |  |
| ----- | ------------------------ | -------------- | ------- |  |
| 1     | Gunda Kleemann           | DDR            | 2:05,91 |  |
| 1     | Constanze Moser          | DDR            | 2:05,91 |  |
| 3     | Jacqueline Börner        | DDR            | 2:05,95 |  |
| 4     | Heike Schalling          | DDR            | 2:07,53 |  |
| 5     | Emese Hunyady            | Österreich     | 2:08,26 |  |
| 6     | Irina Bogatova           | Sowjetunion    | 2:08,27 |  |
| 7     | Herma Emmens-Meijer      | Niederlande    | 2:08,59 |  |
| 8     | Swetlana Schurowa-Boikoo | Sowjetunion    | 2:08,84 |  |
| 9     | Jasmin Krohn             | Schweden       | 2:08,89 |  |
| 10    | Irina Abdullina          | Sowjetunion    | 2:08,98 |  |
|       |                          |                |         |  |
| 19    | Anja Mischke             | BR Deutschland | 2:10,91 |  |
| 22    | Petra Becker             | BR Deutschland | 2:11,88 |  |

#### 5000 Meter
Vor der abschließenden Langdistanz lag Constanze Moser vor ihrer Clubkameradin Gunda Kleemann auf dem Silberplatz. Wieder starteten beide Läuferinnen gegeneinander. Bei einem Wechsel auf die Innenbahn wurde Kleemann nach Ansicht der Wettkampfleitung von Moser behindert. Nachträglich wurde daher Moser disqualifiziert und verlor somit ihren sicher geglaubten Podestplatz. Heike Schalling und Jacqueline Börner belegten die weiteren Ränge im 5000-Meter-Lauf. Die bundesdeutsche Starterin Petra Becker, die sich nach drei Disziplinen für den letzten Lauf qualifiziert hatte, setzte mit Rang sechs und neuem Landesrekord ein Ausrufezeichen.
| Platz | Name                    | Land           | Zeit    |  |
| ----- | ----------------------- | -------------- | ------- |  |
| 1     | Gunda Kleemann          | DDR            | 7:24,76 |  |
| 2     | Heike Schalling         | DDR            | 7:31,53 |  |
| 3     | Jacqueline Börner       | DDR            | 7:35,90 |  |
| 4     | Swetlana Schurowa-Boiko | Sowjetunion    | 7:36,35 |  |
| 5     | Hanneke de Vries        | Niederlande    | 7:36,66 |  |
| 6     | Petra Becker            | BR Deutschland | 7:40,29 |  |
| 7     | Elena Belci-Dal Farra   | Italien        | 7:40,67 |  |
| 8     | Ljudmila Prokaschowa    | Sowjetunion    | 7:40,69 |  |
| 9     | Jasmin Krohn            | Schweden       | 7:42,20 |  |
| 10    | Herma Emmens-Meijer     | Niederlande    | 7:44,20 |  |
|       |                         |                |         |  |
| 14    | Emese Hunyady           | Österreich     | 7:57,55 |  |

### Männer

#### Endstand Großer Vierkampf
- Zeigt die ersten zwölf Finalteilnehmer der Mehrkampf-EM über 10.000 Meter.

Bei der EM ging vor heimischen Publikum der Stern des Bart Veldkamp auf. In der starken Männerkonkurrenz mit Altmeister Tomas Gustafson, Titelverteidiger und Landsmann Leo Visser und einem aufstrebenden Johann Olav Koss, der einige Zeit später erstmals Mehrkampfweltmeister wurde, gewann der Niederländer zwei von vier Distanzen und konnte am Ende mit geringem Vorsprung die Konkurrenz für sich entscheiden. Die Ausgeglichenheit der Konkurrenten zeigte sich auch daran, dass zwischen Platz 1 und 5 nur reichlich 0,6 Punkte Unterschied bestanden.
| Rang | Name               | 500 Meter  | 5000 Meter   | 1500 Meter   | 10.000 Meter  | Gesamt- pkt. |
| ---- | ------------------ | ---------- | ------------ | ------------ | ------------- | ------------ |
| 1    | Bart Veldkamp      | 38,38 (15) | 6:45,66 (1)  | 1:55,83 (8)  | 14:01,08 (1)  | 160,110      |
| 2    | Tomas Gustafson    | 38,10 (4)  | 6:56,06 (9)  | 1:54,04 (2)  | 14:12,57 (6)  | 160,347      |
| 3    | Leo Visser         | 38,99 (16) | 6:49,51 (4)  | 1:54,65 (3)  | 13:06,95(4)   | 160,504      |
| 4    | Johann Olav Koss   | 38,63 (11) | 6:49,11 (2)  | 1:54,93 (4)  | 14:13,66 (7)  | 160,534      |
| 5    | Ben van der Burg   | 38,40 (8)  | 6:50,31 (5)  | 1:54,00 (1)  | 14:26,27 (9)  | 160,744      |
| 6    | Michael Hadschieff | 37,90 (2)  | 6:53,20 (6)  | 1:55,48 (6)  | 14:27,47 (10) | 161,086      |
| 7    | Roberto Sighel     | 38,56 (10) | 6:54,97 (8)  | 1:55,67 (7)  | 14:10,52 (5)  | 161,139      |
| 8    | Thomas Bos         | 38,79 (12) | 6:54,51 (7)  | 1:56,82 (12) | 14:03,01 (2)  | 161,331      |
| 9    | Geir Karlstad      | 39,49 (19) | 6:49,12 (3)  | 1:57,06 (14) | 14:05,45 (3)  | 161,694      |
| 10   | Peter Adeberg      | 37,91 (3)  | 7:01,11 (12) | 1:55,33 (5)  | 14:55,33 (16) | 163,230      |
| 11   | Markus Tröger      | 39,06 (17) | 6:59,87 (11) | 1:57,24 (15) | 14:36,36 (11) | 163,945      |
| 12   | Ildar Garajev      | 38,85 (14) | 7:02,25 (14) | 1:56,09 (9)  | 14:45,34 (13) | 164,038      |

#### 500 Meter
Über die Sprintdistanz setzte sich der Olympiasieger von Calgary über 1000 Meter und Mehrkampfeuropameister von 1987 Nikolai Guljajew durch. Mittelstreckler Peter Adeberg vom TSC Berlin setzte mit dem 3. Platz ein Achtungszeichen. Eigentlich mehr auf der Langstrecke zu Hause konnte Altmeister Gustafson mit einem 4. Platz mehr als zufrieden sein. Bart Veldkamp kam auf Platz 15 ein.
| Platz | Name               | Land           | Zeit  |  |
| ----- | ------------------ | -------------- | ----- |  |
| 1     | Nikolai Guljajew   | Sowjetunion    | 37,76 |  |
| 2     | Michael Hadschieff | Österreich     | 37,90 |  |
| 3     | Petr Adeberg       | DDR            | 37,91 |  |
| 4     | Tomas Gustafson    | Schweden       | 38,10 |  |
| 5     | Ådne Søndrål       | Norwegen       | 38,12 |  |
| 6     | Nikolai Radtsjenko | Sowjetunion    | 38,17 |  |
| 7     | Juri Sjulga        | Sowjetunion    | 38,19 |  |
| 8     | Ben van der Burg   | Niederlande    | 38,40 |  |
| 9     | Georg Herda        | BR Deutschland | 38,55 |  |
| 10    | Roberto Sighel     | Italien        | 38,56 |  |
|       |                    |                |       |  |
| 17    | Markus Tröger      | BR Deutschland | 39,06 |  |
| 18    | Hubert Kreutz      | Österreich     | 39,39 |  |
| 20    | Michael Spielmann  | DDR            | 39,53 |  |
| 22    | Zsolt Zakarias     | Österreich     | 39,94 |  |
| 23    | Christian Eminger  | Österreich     | 40,03 |  |
| 25    | Rudolf Jeklic      | BR Deutschland | 40,63 |  |
| 26    | Uwe Tonat          | DDR            | 40,73 |  |

#### 5000 Meter
Über die erste der beiden Langstrecken ließ Sieger Veldkamp erstmals aufhorchen. Mit neuem Europarekord deklassierte er die übrige Konkurrenz mit über drei Sekunden Vorsprung.
| Platz | Name               | Land           | Zeit    |
| ----- | ------------------ | -------------- | ------- |
| 1     | Bart Veldkamp      | Niederlande    | 6:45,66 |
| 2     | Johann Olav Koss   | Norwegen       | 6:49,11 |
| 3     | Geir Karlstad      | Norwegen       | 6:49,12 |
| 4     | Leo Visser         | Niederlande    | 6:49,51 |
| 5     | Ben van der Burg   | Niederlande    | 6:50,31 |
| 6     | Michael Hadschieff | Österreich     | 6:53,20 |
| 7     | Tomas Bos          | Niederlande    | 6:54,51 |
| 8     | Roberto Sighel     | Italien        | 6:54,97 |
| 9     | Tomas Gustafson    | Schweden       | 6:56,06 |
| 10    | Jaromir Radke      | Polen          | 6:58,60 |
|       |                    |                |         |
| 11    | Markus Tröger      | BR Deutschland | 6:59,87 |
| 12    | Peter Adeberg      | DDR            | 7:01,11 |
| 13    | Christian Eminger  | Österreich     | 7:01,36 |
| 15    | Michael Spielmann  | DDR            | 7:02,75 |
| 16    | Georg Herda        | BR Deutschland | 7:05,49 |
| 17    | Rudolf Jeklic      | BR Deutschland | 7:06,45 |
| 21    | Zsolt Zakarias     | Österreich     | 7:09,10 |
| 22    | Uwe Tonat          | DDR            | 7:09,99 |
| 22    | Notker Ledergerber | Schweiz        | 7:20,70 |

#### 1500 Meter
Die Mittelstrecke konnte der bis dahin eher unbekannte Niederländer Ben van der Burg für sich entscheiden. Er verwies Gustafson mit dem winzigen Vorsprung von vier Hundertsteln auf den zweiten Platz. Leo Visser konnte mit Rang drei in der Gesamtwertung Boden gut machen, während Bart Veldkamp nur auf den neunten Rang kam. Peter Adeberg belegte auf seiner Paradestrecke Rang fünf.
| Platz | Name               | Land           | Zeit    |
| ----- | ------------------ | -------------- | ------- |
| 1     | Ben van der Burg   | Niederlande    | 1:54,00 |
| 2     | Tomas Gustafson    | Schweden       | 1:54,04 |
| 3     | Leo Visser         | Niederlande    | 1:54,56 |
| 4     | Johann Olav Koss   | Norwegen       | 6:49,51 |
| 5     | Peter Adeberg      | DDR            | 1:55,33 |
| 6     | Michael Hadschieff | Österreich     | 1:55,48 |
| 7     | Roberto Sighel     | Italien        | 1:55,67 |
| 8     | Bart Veldkamp      | Niederlande    | 1:55,83 |
| 9     | Ildar Garajev      | Sowjetunion    | 6:56,06 |
| 10    | Ådne Søndrål       | Norwegen       | 6:58,60 |
|       |                    |                |         |
| 15    | Markus Tröger      | BR Deutschland | 1:57,24 |
| 17    | Georg Herda        | BR Deutschland | 1:58,31 |
| 19    | Christian Eminger  | Österreich     | 1:58,56 |
| 20    | Rudolf Jeklic      | BR Deutschland | 1:59,32 |
| 21    | Michael Spielmann  | DDR            | 1:59,64 |
| 24    | Hubert Kreutz      | Österreich     | 2:00,61 |
| 26    | Notker Ledergerber | Schweiz        | 2:01,35 |
| 27    | Uwe Tonat          | DDR            | 2:01,86 |
| 31    | Zsolt Zakarias     | Schweiz        | 2:28,06 |

#### 10.000 Meter
Das abschließende 10.000-Meter-Rennen endete mit einem niederländischen Doppelsieg. Veldkamp lief dabei wieder Europarekord und nahm seinem ärgsten Konkurrenten Gustafson sage und schreibe über 11 Sekunden ab. Dies reichte am Ende für den Gesamtsieg.
| Platz | Name               | Land           | Zeit     |
| ----- | ------------------ | -------------- | -------- |
| 1     | Bart Veldkamp      | Niederlande    | 14:01,08 |
| 2     | Tomas Bos          | Niederlande    | 14:03,01 |
| 3     | Geir Karlstad      | Norwegen       | 14:05,45 |
| 4     | Leo Visser         | Niederlande    | 14:06,95 |
| 5     | Roberto Sighel     | Italien        | 14:10,52 |
| 6     | Tomas Gustafson    | Schweden       | 14:12,57 |
| 7     | Johann Olav Koss   | Norwegen       | 14:13,66 |
| 8     | Jaromir Radke      | Polen          | 14:16,73 |
| 9     | Ben van der Burg   | Niederlande    | 14:26,27 |
| 10    | Michael Hadschieff | Österreich     | 14:27,47 |
|       |                    |                |          |
| 11    | Markus Tröger      | BR Deutschland | 14:36,36 |
| 12    | Michael Spielmann  | DDR            | 14:41,83 |
| 14    | Christian Eminger  | Österreich     | 14:50,42 |
| 15    | Georg Herda        | BR Deutschland | 14:53,58 |
| 16    | Peter Adeberg      | DDR            | 14:55,33 |